# Skrzynka (na butelki)

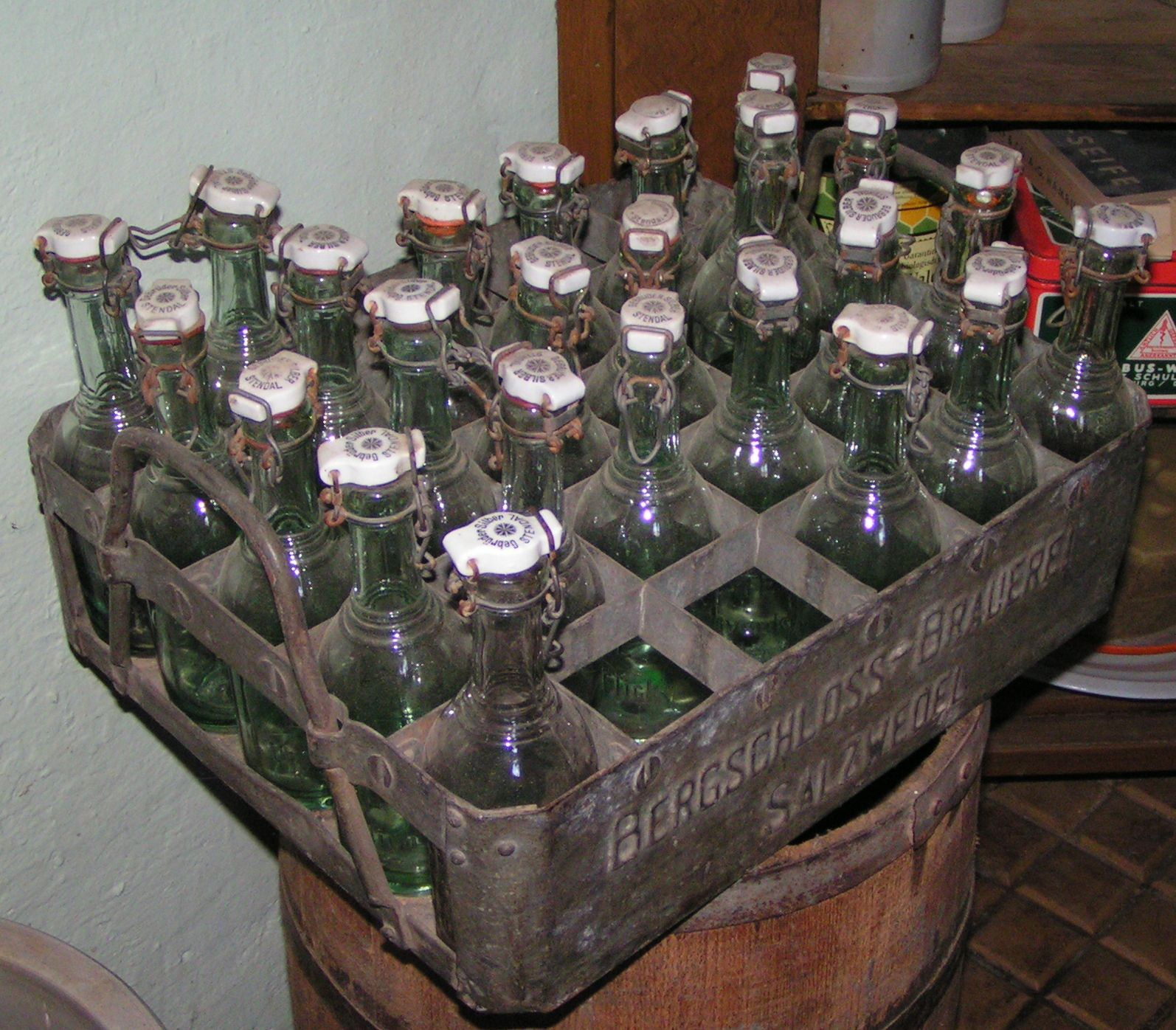
Stalowa skrzynka na 30 butelek piwa, prawdopodobnie z I poł. XX wieku

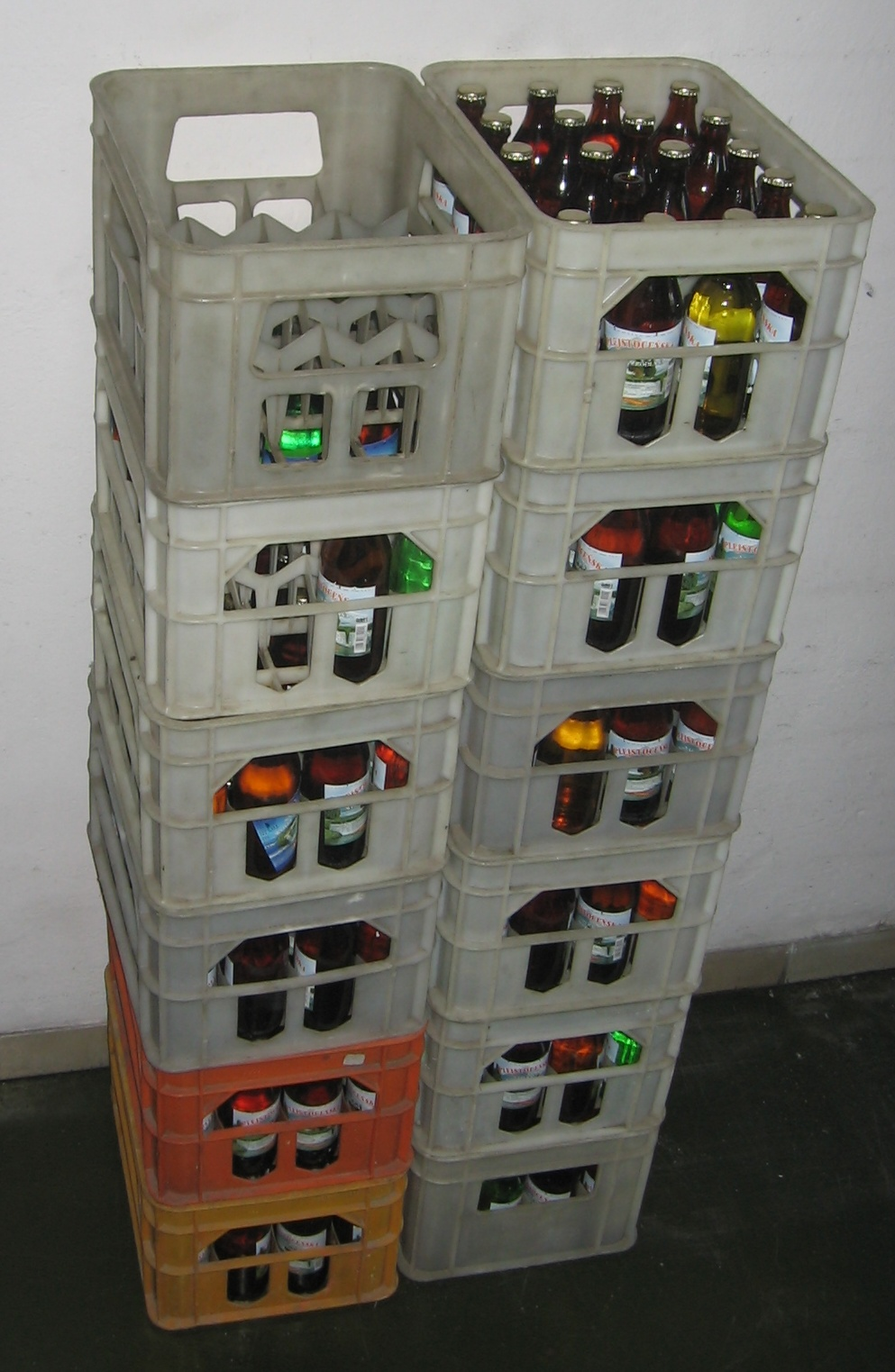
Współczesne plastikowe skrzynki
na 20 butelek ^{1}/_{3}-litrowych

Skrzynka – opakowanie do transportu szklanych butelek standardowych kształtów i rozmiarów i wielokrotnego użytku (z wódką, winem, piwem, wodą mineralną itp.) Niegdyś wykonywane zazwyczaj z drewna (stąd nazwa, nawiązująca do drewnianej skrzyni) lub z metalu, obecnie najczęściej z odpornego na udary tworzywa sztucznego. W zależności od rozmiarów butelek, do których transportu skrzynka jest przeznaczona może mieścić od 12 do 30 butelek. Skrzynka taka najczęściej wyposażona jest w uchwyty, ułatwiające przenoszenie w rękach, wnętrze skrzynki podzielone jest cienkimi przegrodami, zapobiegającymi przemieszczaniu się butelek i wzajemnemu ich uderzaniu podczas transportu. We współczesnych skrzynkach do transportu butelek dolna i górna krawędź każdej skrzynki ukształtowana jest tak, by można je było łatwo stawiać na sobie w stosy jedna na drugiej, i tak, aby się nie zsuwały nawet po odchyleniu stosu skrzynek od pionu.
Skrzynki na butelki używa się również w marketingu, wykorzystując dostępną powierzchnię na skrzyni do reklamy marki. W tym celu wykorzystuje się etykiety IML (in mold labeling), które charakteryzują się wysoką jakością nadruku i odpornością na uszkodzenia i otarcia mechaniczne podczas transportu.